# Akengbuda
Akengbuda, né vers 1720 et mort en 1804, est le trentième Oba du Bénin qui règne de 1750 à 1804. Il est le fils et successeur d'Eresoyen et le père d'Obanosa. Il est considéré comme l'un des obas les plus puissants et les plus influents de l'histoire du Royaume du Bénin, car il étend le territoire du royaume, améliore son administration et promeut ses arts et sa culture après une longue période de déchéance. Il entretient également de solides relations commerciales avec les Européens, en particulier les Portugais et les Britanniques, et leur achète des armes à feu et d'autres biens.

## Contexte
Le royaume du Bénin est un État africain précolonial qui existe dans ce qui est aujourd'hui le sud du Nigeria. Il est fondé par le peuple Edo au XIe siècle après s'être rebellé contre ses précédents dirigeants, les Ogisos. Le premier oba du Bénin est Eweka Ier, fils d'Oranmiyan, un prince d'Ife, un autre puissant royaume d'Afrique de l'Ouest. Les obas du Bénin prétendent descendre des Yoruba et d'Oranmiyan, mais ils adoptent la culture et les traditions des Edos. Les obas dirigent un système de gouvernement centralisé et hiérarchique, doté d'une vaste bureaucratie et d'un réseau complexe de chefs, de nobles et de fonctionnaires. Les obas ont également une autorité absolue sur les questions religieuses, car ils sont considérés comme des représentants divins de leurs ancêtres et de leurs dieux.
Le royaume du Bénin atteint son apogée de puissance et de gloire sous Ewuare le Grand, qui règne de 1440 à 1473. Il élargit les frontières du royaume, construit un mur massif autour de sa capitale, Benin City, et réforme ses institutions politiques et sociales. Il est à la base de l'âge d'or de l'art et de la culture au Bénin, en commandant de nombreuses sculptures en bronze, en ivoire et en perles de corail illustrant l'histoire et les réalisations des obas et de leurs courtisans. Ces œuvres d'art sont collectivement connues sous le nom de bronzes du Bénin et sont considérés comme parmi les plus beaux exemples de l'art africain.
Après la mort d'Ewuare, ses successeurs continuent sa politique et maintiennent le contrôle sur le royaume. Plusieurs conflits internes se déroulent, ainsi que des rebellions au sein des États tributaires. D'autres sont externes, comme les guerres avec les royaumes voisins d'Oyo, Dahomey et Nri. Le royaume du Bénin a également dû faire face à la présence et à l’influence croissantes des commerçants, missionnaires et explorateurs européens le long de ses côtes. Les Portugais sont les premiers à arriver au Bénin à la fin du XVe siècle, suivis par d'autres Européens comme les Néerlandais, les Français et les Britanniques. Les obas du Bénin établissent des relations commerciales avec ces Européens, échangeant leurs produits tels que le poivre, l'huile de palme, l'ivoire, les tissus et les esclaves contre des produits européens tels que les armes à feu, les outils métalliques, les textiles, l'alcool et les perles. Le commerce est mutuellement bénéfique, mais il a également des effets négatifs, tels que l'épuisement des ressources du Bénin, la perturbation de son ordre social et l'introduction de nouvelles maladies.

## Biographie

### Jeunesse et vie privée
Akengbuda naît vers 1720 à Benin City, la capitale du Royaume du Bénin. Il est le fils d'Oba Eresoyen, qui règne de 1735 à 1750, et d'Iyoba Eweba I, qui est l'une des nombreuses épouses d'Eresoyen et la mère de son héritier. Akengbuda doit son nom à son grand-père, Oba Akengbedo, qui règne de 1684 à 1689. Akengbuda grandit dans le palais royal, où il reçoit une éducation et une formation privilégiée dans les arts de la guerre et de la gouvernance.
Akengbuda est préparé pour devenir le prochain oba, car il est le fils aîné et le successeur désigné d'Eresoyen. Il accompagne son père dans plusieurs campagnes militaires et missions diplomatiques, où il acquiert de l'expérience et une réputation de chef courageux et compétent. Il participe à divers rituels et cérémonies qui affirment son statut royal et le préparent à son futur rôle. Il épouse plusieurs femmes de familles et de régions différentes, afin de nouer des alliances et d'assurer sa légitimité. 

### Règne
Akengbuda devient l'oba du Bénin en 1750, après la mort de son père Eresoyen. Il est couronné lors d'une somptueuse cérémonie qui implique divers rites et festivités. Il prend le titre d'Omo N'Oba N'Edo Uku Akpolokpolo, signifiant « le roi du Bénin, grand parmi les rois ». Il choisit son nom royal, Akengbuda, signifiant « celui qui fait bouger les choses ». Il s'installe dans le palais royal, où il préside une cour nombreuse et complexe composée de ses épouses, enfants, parents, chefs, nobles, fonctionnaires, prêtres, guerriers, artistes et serviteurs. Il nomme également son fils Obanosa comme edaiken, ou prince héritier, qui règne sur la ville d'Uselu en tant que son représentant.
Il élargit le territoire et l'influence du Bénin en conquérant ou en soumettant plusieurs royaumes et peuples voisins, tels que les Igala, les Idah, les Esan, les Ishan, les Ika, les Urhobo, les Isoko, les Itsekiri et les Ijaw. Il combat contre Oyo, le Dahomey, Nri et certaines puissances européennes. Il entretient une armée forte, bien équipée en armes à feu et autres armes acquises auprès de ses partenaires commerciaux européens. Il construit et répare plusieurs fortifications et routes afin de faciliter ses campagnes et l'administration du pays.
Akengbuda améliore l'administration et la gouvernance du Bénin en réformant ses institutions politiques et juridiques. Il réorganise la bureaucratie et nomme des fonctionnaires compétents et loyaux à divers postes. Il renforce également l'autorité et le prestige de l'oba en appliquant des lois et des règlements stricts qui garantissent l'ordre et la justice dans son royaume. Il punit tous les contrevenants ou rebelles de lourdes peines, telles que des amendes, l'emprisonnement, l'exil ou la mort. Il récompense tous les sujets fidèles ou méritants avec des honneurs, des titres ou des cadeaux. Il entretient des relations étroites avec ses chefs, nobles, prêtres et anciens, qui le conseillent sur diverses questions et le représentent dans différentes régions ou domaines.
Akengbuda favorise les arts et la culture du Bénin en parrainant divers artistes et érudits qui produisent des œuvres célébrant son règne et ses réalisations. Il commande de nombreuses sculptures en bronze, sculptures en ivoire, perles de corail, sculptures sur bois, peintures sur tissu, ouvrages en cuir, poterie, ouvrages en métal, instruments de musique et livres décrivant son histoire et ses réalisations. Certaines de ces œuvres sont désormais exposées dans divers musées et galeries à travers le monde, tels que le British Museum, le Metropolitan Museum of Art et le National Museum of African Art. Il soutient divers érudits et écrivains qui enregistrent et préservent les traditions orales et les histoires du Bénin et d'autres peuples. Il encourage l'apprentissage et l'utilisation de différentes langues, notamment le portugais et l'anglais, qu'il utilise pour communiquer avec ses partenaires commerciaux et alliés européens.

### Mort
Akengbuda meurt en 1804, après avoir régné pendant 54 ans . Il est l'un des obas ayant régné le plus longtemps dans l'histoire du Bénin  . Il est enterré au cimetière royal de Benin City, où reposent également ses ancêtres et ses successeurs. Ses funérailles rassemblent des milliers de personnes. Son fils Obanosa lui succède et devient le prochain oba du Bénin.

## Postérité
Akengbuda est considéré comme l'un des obas les plus grands et les plus influents de l'histoire du Bénin. On lui attribue l'expansion et la consolidation du territoire et du pouvoir du Bénin, l'amélioration de son administration et de sa gouvernance, ainsi que la promotion de ses arts et de sa culture. Il est également admiré pour ses prouesses militaires, ses compétences et son mécénat des arts.